# 張礎
張礎（1232年—1294年），字可用，元朝官员。
张础先祖为渤海人，金朝末年，曾祖张琛迁居燕地通州。祖父张伯达，跟随忽都忽那颜略地燕、蓟，蒲察七斤以城降蒙。忽都忽承任命张伯达为通州节度判官、知通州。父亲张范，为真定劝农官，全家迁居真定（今河北正定）。
张础为儒生。1256年，廉希宪将他推荐到忽必烈藩府。1259年，跟随忽必烈攻打南宋鄂州，起草征发军旅文檄。元世祖中统元年（1260年），担任权中书省左右司事。历任知献州、东平府、威州。至元十四年（1277年），担任江南浙西道提刑按察副使，宣慰使失里贪暴，掠良民为奴。他将其弹劾罢黜。与同知浙西道宣慰使刘宣镇压遂安县民反元起事。后历任岭南广西道提刑按察使、岭北湖南道提刑按察副使、安丰路总管等职。至元三十一年（1294年），在官任上去世。年六十三岁。赠昭文馆大学士、正奉大夫，封清河郡公，谥文敏。其子张淑，官至卫辉路推官。